# Circulus margaritiformis
Circulus margaritiformis är en snäckart som beskrevs av Dall 1927. Circulus margaritiformis ingår i släktet Circulus och familjen Vitrinellidae. Inga underarter finns listade i Catalogue of Life.